# 小林孝志
小林 孝志（こばやし たかし、1968年 - ）は日本のゲームクリエイター。

## 経歴
- 青森県三沢市出身。美術学校中退後、六本木のデザイン会社で商品広告のデザイナーとして働いていた。
- ビーピーエスに入社。グラフィックデザインやプログラミングを担当していた。X68000用にパズルゲーム「ディフレクター」などのグラフィックデザインを担当。
- さらにカゼ（現カゼ・ネット）に在籍し、ゲームデザインとグラフィックデザインを担当していた。

## 携わった作品
- スーパーピンボール〜ビハインドザマスク〜(Super Pinball Behind the Mask) スーパーファミコン用。ゲームデザインとグラフィックデザインを担当。
- スーパーピンボール2〜ジ・アメイジングオデッセイ〜(Super Pinball II The Amazing  Odyssey) スーパーファミコン用。ゲームデザインとグラフィックデザインを担当。
いずれもメルダックより発売されたスーパーファミコン用ソフト。1作目は1994年1月8日、2作目は1995年3月17日発売。見下ろし型で複数のピンボール台を収録している。1作目のタイトルはこのゲームがメルダック社の下請けであり「スーパーピンボール」や「メルダックのピンボール」という案のタイトルも上がっていたが、小林はこれに反対しスーパーピンボールと前に付けることでビハインド・ザ・マスクという名前を了承してもらった。
- デジタルピンボール ラストグラディエイターズ(Digital Pinball Last Gladiators) セガサターン用。ゲームデザインとグラフィックデザインを担当。
- デジタルピンボール ラストグラディエイターズVer.9.7(Digital Pinball Last Gladiators Ver.9.7) セガサターン用。ゲームデザインとグラフィックデザインを担当。
- デジタルピンボール ネクロノミコン(Necronomicon) セガサターン用。ゲームデザインとグラフィックデザインを担当。
- ブックオブウォーターマークス(Book of Watermarks) プレイステーション用。ゲームデザインとグラフィックデザインを担当。